# Nintendo Points
Nintendo Points er en valuta, som Nintendo bruger til Wii- og Nintendo DSi-systemerne gennem henholdsvis Wii Shop Channel og Nintendo DSi Shop. Forbrugere kan købe point med et online kreditkortstransaktion eller ved at købe et Nintendo Points Card i detailforretninger.

## Varer
Pointene bruges til at købe spil online.
- Nyudviklede og typisk mindre spil
- Nye funktioner til konsollen, f.eks. internetadgang
- Gamle spil fra ældre konsoller som kan spilles på Wiien, f.eks. nintendospil.

Mange ældre spil kræver dog et særlig joystick, f.eks. gamecubecontroller. Mange af de spil, der sælges, kan ikke længere købes til den oprindelige konsol. De kan til gengæld ofte spilles gratis på internettet f.eks. via en almindelig PC. Det virker derfor uklogt, at Wii points er så højt prissat.